# The Cave Girl
Pour plus de détails, voir Fiche technique et Distribution.
The Cave Girl est un film américain réalisé par Joseph Franz, sorti en 1921. Le film a été tourné en partie dans la vallée de Yosemite.

## Fiche technique
- Titre : The Cave Girl
- Réalisation : Joseph Franz
- Scénario : Katherine Hilliker et William Parker d'après la pièce de Guy Bolton et George Middleton
- Photographie : Victor Milner
- Pays d'origine : États-Unis
- Format : Noir et blanc - 1,33:1 - Film muet
- Genre : drame
- Date de sortie : 1921

## Distribution
- Teddie Gerard : Margot
- Charles Meredith : Diivvy Bates
- Wilton Taylor : J.T. Bates
- Elinor Hancock : Mme Georgia Case
- Lillian Tucker : Elsie Case
- Frank J. Coleman : Rufus Petterson
- Boris Karloff : Baptiste